# Le Thuit-Simer
Le Thuit-Simer is een plaats en voormalige gemeente in het Franse departement Eure (regio Normandië) en telt 347 inwoners (1999). De plaats maakt deel uit van het arrondissement Bernay. Le Thuit-Simer is op 1 januari 2016 gefuseerd met de gemeenten Le Thuit-Anger en Le Thuit-Signol tot de gemeente Le Thuit de l'Oison. 

## Geografie
De oppervlakte van Le Thuit-Simer bedraagt 2,7 km², de bevolkingsdichtheid is 128,5 inwoners per km².
De onderstaande kaart toont de ligging van Le Thuit-Simer met de belangrijkste infrastructuur en aangrenzende gemeenten.

## Demografie
Onderstaande figuur toont het verloop van het inwonertal (bron: INSEE-tellingen).